# Доньи-Поло
Доньи-Поло — анимистическая религия, традиционная для многих народов северо-восточной Индии и западной Мьянмы. В переводе с языков тани тибето-бирманской группы языков буквально значит «Солнце-Луна», причём Солнце воплощает женскую сущность, а Луна — мужскую.
До прихода христианских миссионеров Доньи-Поло следовали подавляющее большинство племён нынешних индийских штатов Аруначал-Прадеш (апатани, тагины, ниши, ади и многие другие), Нагаленд (все племена группы нага), некоторые племена Манипура (нага, куки). Ритуалами Доньи-Поло управляет шаман, совершающий жертвоприношения богам. В прошлом практиковались и человеческие жертвоприношения. В настоящее время для жертвоприношений богам чаще всего используются куры и куриные яйца. Ритуалы Доньи-Поло строго привязаны к лунным циклам и наиболее важные из них проводятся в полнолуние.
В настоящее время Доньи-Поло во всем регионе своего распространения частично или полностью вытеснена христианством.